# 维拉邦
维拉邦（法語：Villabon，法語發音：[vilabɔ̃]）是法国谢尔省的一个市镇，属于布尔日区。

## 地理
维拉邦（47°5'48"N, 2°40'29"E）面积18.28 平方千米，位于法国中央-卢瓦尔河谷大区谢尔省，该省份为法国中部省份，北起卢瓦雷省，西接卢瓦-谢尔省和安德尔省，南至克勒兹省，东南接阿列省，东临涅夫勒省。
与维拉邦接壤的市镇（或旧市镇、城区）包括：布雷西、埃特雷希、法尔日昂塞普泰讷、格龙、博日。

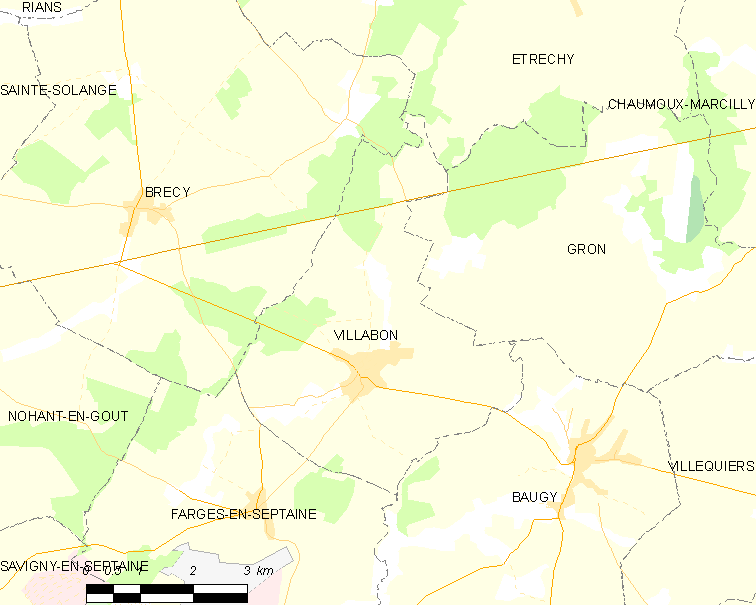
维拉邦的OSM定位图

维拉邦的时区为UTC+01:00、UTC+02:00（夏令时）。

## 行政
维拉邦的邮政编码为18800，INSEE市镇编码为18282。

## 政治
维拉邦所属的省级选区为阿沃尔县。

## 人口

1962-2008年间维拉邦人口变化图示

维拉邦于2022年1月1日时的人口数量为563人。